# Лёгкая атлетика на летних Олимпийских играх 1984
Соревнования по лёгкой атлетике на летних Олимпийских играх 1984 прошли с 1 по 11 августа на Лос-Анджелесском Мемориальном стадионе. Был разыгран 41 комплект медалей - 24 среди мужчин и 17 среди женщин. В программу также вошли показательные гонки на инвалидных колясках на дистанциях 1500 метров у мужчин и 800 метров у женщин.

## Медалисты

### Мужчины
| Дисциплина                            | Золото                                                                                                  | Серебро                                                                              | Бронза                                                                              |
| 100 м                                 | Карл Льюис — 9,99 сек США                                                                               | Сэм Грэдди — 10,19 сек США                                                           | Бен Джонсон — 10,22 сек Канада                                                      |
| 200 м                                 | Карл Льюис — 19,80 сек OR США                                                                           | Кирк Баптист — 19,96 сек США                                                         | Томас Джефферсон — 20,26 сек США                                                    |
| 400 м                                 | Алонсо Баберс — 44,27 сек PB США                                                                        | Габриэль Тиако — 44,54 сек Кот-д’Ивуар                                               | Антонио Маккей — 44,71 сек США                                                      |
| 800 м                                 | Жуакин Крус — 1:43,00 OR Бразилия                                                                       | Себастьян Коу — 1:43,64 Великобритания                                               | Эрл Джонс — 1:43,83 США                                                             |
| 1500 м                                | Себастьян Коу — 3:32,53 OR Великобритания                                                               | Стив Крэм — 3:33,40 Великобритания                                                   | Хосе Мануэль Абаскаль — 3:34,30 Испания                                             |
| 1500 м (гонки на инвалидных колясках) | Паул ван Винкел — 3:58,50 Бельгия                                                                       | Рэнди Сноу — 4:00,02 США                                                             | Андре Виже — 4:00,47 Канада                                                         |
| 5000 м                                | Саид Ауита — 13:05,59 OR Марокко                                                                        | Маркус Риффель — 13:07,54 NR Швейцария                                               | Антониу Лейтан — 13:09,20 Португалия                                                |
| 10 000 м                              | Альберто Кова — 27:47,54 Италия                                                                         | Майкл Маклеод — 28:06,22 Великобритания                                              | Майкл Мусиоки — 28:06,46 Кения                                                      |
| Марафон                               | Карлуш Лопиш — 2:09:21 OR Португалия                                                                    | Джон Триси — 2:09:56 Ирландия                                                        | Чарльз Спеддинг — 2:09:58 Великобритания                                            |
| Эстафета 4×100 м                      | США — 37,83 WR · Сэм Грэдди · Рон Браун · Кэлвин Смит · Карл Льюис                                      | Ямайка — 38,62 · Эл Лоуренс · Грег Мегу · Дон Куорри · Рэй Стюарт                    | Канада — 38,70 · Бен Джонсон · Тони Шарп · Десай Уильямс · Стерлинг Хиндс           |
| Эстафета 4×400 м                      | США — 2:57,91 · Рэй Армстед · Алонсо Баберс · Антонио Маккей · Сандер Никс · Уолтер Маккой · Уилли Смит | Великобритания — 2:59,13 ER · Крисс Акабуси · Тодд Беннетт · Филип Браун · Гарри Кук | Нигерия — 2:59,32 · Инносент Эгбунике · Ротими Петерс · Мозес Угбизиен · Сандэй Ути |
| 110 м с/б                             | Роджер Кингдом — 13,20 OR США                                                                           | Грег Фостер — 13,23 США                                                              | Арто Брюггаре — 13,40 Финляндия                                                     |
| 400 м с/б                             | Эдвин Мозес — 47,75 США                                                                                 | Дэнни Харрис — 48,13 США                                                             | Харальд Шмид — 48,19 ФРГ                                                            |
| 3000 м с/п                            | Джулиус Корир — 8:11,80 Кения                                                                           | Жозеф Махмуд — 8:13,31 Франция                                                       | Брайан Димер — 8:14,06 США                                                          |
| Ходьба на 20 км                       | Эрнесто Канто — 1:23:13 Мексика                                                                         | Рауль Гонсалес — 1:23:20 Мексика                                                     | Маурицио Дамилано — 1:23:26 Италия                                                  |
| Ходьба на 50 км                       | Рауль Гонсалес — 3:47:26 Мексика                                                                        | Бо Густафссон — 3:53:19 Швеция                                                       | Сандро Беллуччи — 3:53:45 Италия                                                    |
| Прыжки в длину                        | Карл Льюис — 8,54 м США                                                                                 | Гэри Хани — 8,24 м Австралия                                                         | Джованни Эванджелисти — 8,24 м Италия                                               |
| Тройной прыжок                        | Эл Джойнер — 17,26 м США                                                                                | Майк Конли — 17,18 м США                                                             | Кит Коннор — 16,87 м Великобритания                                                 |
| Прыжки в высоту                       | Дитмар Мёгенбург — 2,35 м ФРГ                                                                           | Патрик Шёберг — 2,33 м Швеция                                                        | Чжу Цзяньхуа — 2,31 м Китай                                                         |
| Прыжки с шестом                       | Пьер Кинон — 5,75 м Франция                                                                             | Майк Талли — 5,65 м США                                                              | Эрл Белл — 5,60 м США Тьерри Виньерон — 5,60 м Франция                              |
| Толкание ядра                         | Алессандро Андреи — 21,26 м Италия                                                                      | Майкл Картер — 21,09 м США                                                           | Дэйв Лаут — 20,97 м США                                                             |
| Метание диска                         | Рольф Даннеберг — 66,60 м ФРГ                                                                           | Мак Уилкинс — 66,30 м США                                                            | Джон Пауэлл — 65,46 м США                                                           |
| Метание копья                         | Арто Хяркёнен — 86,76 м Финляндия                                                                       | Дэвид Оттли — 85,74 м Великобритания                                                 | Кент Эльдебринк — 83,72 м Швеция                                                    |
| Метание молота                        | Юха Тиайнен — 78,08 м Финляндия                                                                         | Карл-Ханс Рим — 77,98 м ФРГ                                                          | Клаус Плогхаус — 76,68 м ФРГ                                                        |
| Десятиборье                           | Дейли Томпсон — 8798 очков OR Великобритания                                                            | Юрген Хингзен — 8673 очка ФРГ                                                        | Зигфрид Венц — 8421 очка ФРГ                                                        |

### Женщины
| Дисциплина                           | Золото | Серебро                                                                                            | Бронза |
| 100 м                                | Эвелин Эшфорд — 10,97 сек OR США                                                                                     | Элис Браун — 11,13 сек США                                                                         | Мерлин Отти-Пейдж — 11,16 сек Ямайка                                                                                           |
| 200 м                                | Валери Бриско-Хукс — 21,81 сек OR США                                                                                | Флоренс Гриффит — 22,04 сек США                                                                    | Мерлин Отти-Пейдж — 22,09 сек Ямайка                                                                                           |
| 400 м                                | Валери Бриско-Хукс — 48,83 сек OR США                                                                                | Чандра Чизборо — 49,05 сек США                                                                     | Кэти Кук — 49,42 сек Великобритания                                                                                            |
| 800 м                                | Дойна Мелинте — 1:57,60 Румыния                                                                                      | Ким Галлахер — 1:58,63 сек США                                                                     | Фица Ловин — 1:58,83 Румыния                                                                                                   |
| 800 м (гонки на инвалидных колясках) | Шэрон Хедрик — 2:15,73 WR США                                                                                        | Моника Веттерстрём — 2:20,73 Швеция                                                                | Кэндис Кейбл — 2:28,37 США |
| 1500 м                               | Габриэлла Дорио — 4:03,25 Италия                                                                                     | Дойна Мелинте — 4:03,76 Румыния                                                                    | Маричика Пуйкэ — 4:04,15 Румыния                                                                                               |
| 3000 м                               | Маричика Пуйкэ — 8:35,96 OR Румыния                                                                                  | Венди Слай — 8:39,47 Великобритания                                                                | Линн Уильямс — 8:42,14 Канада                                                                                                  |
| Марафон                              | Джоан Бенуа — 2:24:52 США                                                                                            | Грете Вайтц — 2:26:18 Норвегия                                                                     | Роза Мота — 2:26:57 Португалия                                                                                                 |
| Эстафета 4×100 м                     | США — 41,65 · Эвелин Эшфорд · Джанет Болден · Элис Браун · Чандра Чизборо                                            | Канада — 42,77 · Анджела Бейли · Марита Пейн · Анджелла Тэйлор · Франс Гаро                        | Великобритания — 43,11 · Беверли Каллендер · Хизер Оукс · Симона Джекобс · Кэти Кук                                            |
| Эстафета 4×400 м                     | США — 3:18,29 OR · Валери Бриско-Хукс · Чандра Чизборо · Шерри Ховард · Лилли Литервуд · Дайан Диксон · Денин Ховард | Канада — 3:21,21 · Чармейн Крукс · Марита Пейн · Джиллиан Ричардсон · Молли Киллингбек · Дана Райт | ФРГ — 3:22,98 · Габи Буссман · Хайди-Эльке Гаугель · Хайке Шульте-Маттлер · Уте Тимм · Николь Лайстеншнайдер · Кристина Зуссик |
| 100 м с барьерами                    | Бенита Фицджеральд-Браун — 12,84 США                                                                                 | Ширли Стронг — 12,88 Великобритания                                                                | Ким Тёрнер — 13,06 США Мишель Шардонне — 13,06 Франция                                                                         |
| 400 м с барьерами                    | Наваль Эль-Мутавакель — 54,61 OR Марокко                                                                             | Джуди Браун — 55,20 США                                                                            | Кристина Кожокару — 55,41 Румыния                                                                                              |
| Прыжки в длину                       | Анишоара Станчу — 6,96 м Румыния                                                                                     | Вали Ионеску — 6,81 м Румыния                                                                      | Сьюзан Херншоу — 6,80 м Великобритания                                                                                         |
| Прыжки в высоту                      | Ульрике Мейфарт — 2,02 м OR ФРГ                                                                                      | Сара Симеони — 2,00 м Италия                                                                       | Джони Хантли — 1,97 м США |
| Толкание ядра                        | Клаудия Лош — 20,48 м ФРГ                                                                                            | Михаэла Логин — 20,47 м Румыния                                                                    | Гаэль Мартин — 19,19 м Австралия                                                                                               |
| Метание диска                        | Риа Сталман — 65,36 м Нидерланды                                                                                     | Лесли Дениз — 64,86 м США                                                                          | Флоренца Крэчунеску — 63,64 м Румыния                                                                                          |
| Метание копья                        | Тесса Сандерсон — 69,56 м OR Великобритания                                                                          | Тиина Лиллак — 69,00 м Финляндия                                                                   | Фатима Уитбред — 67,14 м Великобритания                                                                                        |
| Семиборье                            | Глинис Нанн — 6390 очков Австралия                                                                                   | Джекки Джойнер — 6385 очков США                                                                    | Сабина Эвертс — 6363 очков ФРГ                                                                                                 |

## Судьи
Президент IAAF —  Примо Небиоло, генеральный секретарь IAAF —  Джон Холт, технические делегаты IAAF —  Фредерик Холдер,  Артур Такач,  Йожеф Шир.
Со-комиссары —  Билл Бедфорд,  Генри Дэвид Торо-младший, директор соревнований —  Морт Теннер, менеджер объекта —  Майк Кроули, спортивный менеджер —  Пиркко Ханнула.